# Chilorhinus platyrhynchus
Chilorhinus platyrhynchus är en fiskart som först beskrevs av Norman 1922.  Chilorhinus platyrhynchus ingår i släktet Chilorhinus och familjen Chlopsidae. Inga underarter finns listade i Catalogue of Life.